# جيوفاني فال
جيوفاني فال هو لاعب كرة قدم سورينامي في مركز الهجوم، ولد في 25 مايو 1989 في باراماريبو في سورينام. شارك مع منتخب سورينام لكرة القدم. أما مع النوادي، فقد لعب مع نادي روبن هود الرياضي.

## وصلات خارجية
- جيوفاني فال على موقع قاعدة بيانات كرة القدم.إي يو (الإنجليزية)
- جيوفاني فال على موقع ناشيونال فوتبول تيمز (الإنجليزية)
- جيوفاني فال على موقع Soccerway.com (الإنجليزية)